# Samuel Lobato
Samuel Gomes Lobato (Maia, 19 ottobre 2001) è un calciatore portoghese, centrocampista del Portimonense.

## Carriera
Lobato è cresciuto nel settore giovanile dello Sporting Lisbona, dove ha militato dal 2015 al 2021 prima di passare al Famalicão. Nel 2022 è stato ceduto in prestito al Belenenses SAD dove ha debuttato a livello professionistico l'11 settembre nell'incontro di Segunda Liga pareggiato 1-1 contro il Feirense. Rientrato al Famalicão, ha trascorso sei mesi con l'Under-23 prima di passare, sempre in prestito, al Tondela. Nel 2024 è stato confermato prima squadra dal club biancoblu.

## Statistiche

### Presenze e reti nei club
Statistiche aggiornate al 3 novembre 2024.
| Stagione        | Squadra         | Campionato      | Campionato | Campionato | Coppe nazionali | Coppe nazionali | Coppe nazionali | Coppe continentali | Coppe continentali | Coppe continentali | Altre coppe | Altre coppe | Altre coppe | Totale | Totale |
| Stagione        | Squadra         | Comp            | Pres       | Reti       | Comp            | Pres            | Reti            | Comp               | Pres               | Reti               | Comp        | Pres        | Reti        | Pres   | Reti   |
| --------------- | --------------- | --------------- | ---------- | ---------- | --------------- | --------------- | --------------- | ------------------ | ------------------ | ------------------ | ----------- | ----------- | ----------- | ------ | ------ |
| 2022-2023       | Belenenses SAD  | LdH             | 19+2       | 0          | CP+CdL          | 2+0             | 0               | -                  | -                  | -                  | -           | -           | -           | 23     | 0      |
| 2023-gen. 2024  | Famalicão       | PL              | 0          | 0          | CP+CdL          | 0               | 0               | -                  | -                  | -                  | -           | -           | -           | 0      | 0      |
| gen.-giu. 2024  | Tondela         | LdH             | 6          | 0          | CP+CdL          | 0               | 0               | -                  | -                  | -                  | -           | -           | -           | 6      | 0      |
| 2024-2025       | Famalicão       | PL              | 4          | 0          | CP+CdL          | 1+0             | 0               | -                  | -                  | -                  | -           | -           | -           | 5      | 0      |
| Totale carriera | Totale carriera | Totale carriera | 31         | 0          |                 | 3               | 0               |                    | -                  | -                  |             | -           | -           | 34     | 0      |